# Вердана
Верда́на (англ. Verdana) — гуманистический гротеск, созданный в 1996 году Мэтью Картером (англ. Matthew Carter) для компании Microsoft, оптимизированный для отображения на экранах низкого разрешения. Шрифт включает в себя хинтинги, разработанные Томасом Рикнером в компании Monotype. О необходимости создания подобного шрифта сообщила Вирджиния Хоулетт в рамках созданной Стивом Балмером группы по типографии в Microsoft.
С 1996 года он входит во все версии Microsoft Windows, Microsoft Office и Internet Explorer для Windows и Mac OS. Шрифт входит в бесплатный пакет Corefonts (Архивная копия от 1 июня 2015 на Wayback Machine), который можно использовать и в других системах. Название шрифта происходит от англ. verdant (зелёный, неопытный) и имени Ана (старшая дочь автора).

## Особенности
Шрифт был разработан для отображения на компьютерных дисплеях низкого разрешения и в малых кеглях, поэтому был выбран шрифт без засечек. У шрифта крупное очко, широкие пропорции и уменьшенный межбуквенный интервал. Овалы — крупные, чтобы линии не сливались на экране. Кроме того, приняты дополнительные меры для того, чтобы сходные по начертанию буквы имели легко различимый рисунок. Полужирное начертание имеет большую насыщенность, чтобы линия, в обычном начертании имеющая толщину в 1 пиксель, в полужирном увеличивалась до двух. Другие особенности шрифта:
- точки в таких буквах, как «i» — квадратной формы;
- односторонняя засечка в букве «Jj»;
- двухэтажная «a» (в отличие от круглой, применявшейся во многих экранных шрифтах);
- хвост заглавной буквы «Q» выходит из середины нижней дуги овала;
- заглавная «I» с засечками;
- цифра «1» с хорошо различимой петлёй и засечками внизу, чтобы хорошо отличалась от букв «l» и «I» — приём, подсмотренный в шрифтах News Gothic и Franklin Gothic.

Шрифт Вердана в версии 2.43, в отличие от большинства других, предполагал такой порядок записи комбинируемых символов: <диакритический знак><буква>. Таким образом, тексты, оформленные согласно стандарту Юникода (<буква><диакритический знак>), отображались в шрифте Verdana неправильно. Проблема была устранена в Windows Vista с выпуском шрифта версии 5.01.